# Митряево (Азнакаевский район)
Митря́ево (тат. Митрәй) — село в Азнакаевском районе Республики Татарстан, в составе Асеевского сельского поселения.

## География
Село находится на реке Стярле, в 16 км к востоку от районного центра — города Азнакаево.

## История
В «Списке населенных мест по сведениям 1859 года», изданном в 1864 году, населённый пункт упомянут как казённая и башкирская деревня Енаулева (Новая Митряева) 4-го стана Бугульминского уезда Самарской губернии. Располагалась при речке Стерле, по левую сторону почтового тракта из Бугульмы в Уфу, в 47 верстах от уездного города Бугульмы и в 30 верстах от становой квартиры в казённом селе Ефановка (Крым-Сарай, Орловка, Хуторское). В деревне в 85 дворах жили 785 человек (404 мужчины и 381 женщина). Была мечеть.

## Население
| 1859 | 1889 | 1910  | 1920  | 1926  | 1938  | 1949 |
| ---- | ---- | ----- | ----- | ----- | ----- | ---- |
| 785  | ↗862 | ↗1109 | ↗1433 | ↗1460 | ↘1268 | ↘826 |
| 1958 | 1970 | 1979  | 1989  | 2002  | 2010  | 2015 |
| ↘599 | ↘571 | ↘463  | ↘289  | ↗361  | ↘358  | ↘325 |
| 2021 |      |       |       |       |       |      |
| ↘248 |      |       |       |       |       |      |

Национальный состав села: татары.

## Религия
Мечеть (с 1997 года).